# Provinz Yungay
Die Provinz Yungay ist eine der 20 Provinzen, die die Verwaltungsregion Ancash in Peru bilden. In dem 1361,48 km² großen Gebiet lebten im Jahr 2017 50.841 Menschen, was einer Bevölkerungsdichte von 37 Einwohnern pro km² entspricht. Verwaltungssitz ist Yungay.

## Geographische Lage
Die Provinz Yungay erstreckt sich über einen knapp 20 km langen Abschnitt des Hochtals Callejón de Huaylas zwischen der Cordillera Negra im Westen und der Cordillera Blanca im Osten. Die Längsausdehnung in WSW-ONO-Richtung beträgt 86 km. Im Osten der Provinz erhebt sich der höchste Berg Perus, der 6768 m hohe Nevado Huascarán. Im Norden grenzt die Provinz Yungay an die Provinz Huaylas, im Süden an die Provinzen Carhuaz und Huaraz, im Westen an die Provinz Casma sowie im Osten an die Provinzen Asunción, Carlos Fermín Fitzcarrald, Mariscal Luzuriaga und Pomabamba. 

## Gliederung
Die Provinz Yungay besteht aus acht Distrikten (distritos). Der Distrikt Yungay ist Sitz der Provinzverwaltung.
| Distrikt   | Verwaltungssitz |
| ---------- | --------------- |
| Cascapara  | Cascapara       |
| Mancos     | Mancos          |
| Matacoto   | Matacoto        |
| Quillo     | Quillo          |
| Ranrahirca | Ranrahirca      |
| Shupluy    | Shupluy         |
| Yanama     | Yanama          |
| Yungay     | Yungay          |